# Hitodama

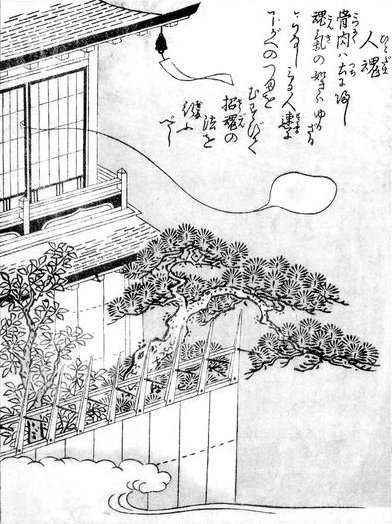
Bức tranh Hitodama từ tập Konjaku Gazu Zoku Hyakki bởi Toriyama Sekien

Trong văn hóa dân gian Nhật Bản, Hitodama (人魂 (Nhân Hồn)/ "linh hồn con người") là những quả cầu lửa chủ yếu nổi lơ lửng giữa không khí vào giữa đêm. Chúng được cho là những "linh hồn của người chết đã tách khỏi cơ thể họ," đó cũng là nguồn gốc tên của chúng.

## Tóm lược
Hitodama được đề cập trong văn học từ thời cổ đại. Trong vạn diệp tập, có bài thơ sau:
Khi người ở một mình và gặp sắc xanh của một hitodama, người sẽ tự nhiên nghĩ đó là nỗi tang tóc của một đêm mưa— Vạn diệp tập (sách Amasaki) Chương 16
Chúng thường bị nhầm lẫn với onibi và kitsunebi, nhưng vì hitodama được coi là "sự xuất hiện của những linh hồn rời khỏi cơ thể và bay trong không trung", nên ở đây phải nói tới một loại khác.
Liên quan đến hình dạng và bản chất của chúng, có những đặc điểm chung trên khắp Nhật Bản, nhưng cũng có một số khác biệt tùy vào khu vực. Chúng bay bò dọc theo độ cao không cao lắm. Chúng có màu xanh lam, da cam hoặc đỏ và cũng có đuôi, nhưng nó có thể ngắn hoặc dài. Thậm chí cũng có một số ít được nhìn thấy vào ban ngày.
Ở tỉnh Okinawa, hitodama được gọi là tamagai, và ở vùng Nakjin, chúng được cho là xuất hiện trước khi một đứa trẻ được sinh ra, ở một số vùng khác chúng được cho là những ngọn lửa bí ẩn khiến con người chết.
Ở Kawakani, Quận Inba, tỉnh Chiba (bây giờ là Yachimata), hitodama được gọi là tamase, và được cho là linh hồn thoát ra khỏi cơ thể 2 hoặc 3 ngày sau khi con người chết, chúng đi về phía những ngôi đền hoặc đến với những người có mối quan hệ sâu sắc với chúng. Người ta nói rằng chúng phát ra những âm thanh tuyệt vời trong cửa chớp và trong vườn, nhưng những âm thanh này chỉ có thể được nghe bởi những người có mối quan hệ sâu sắc với linh hồn. Ngoài ra, đối với những người chưa thấy tamase khi họ 28 tuổi thì một tamase sẽ đến với họ nói rằng "hãy gặp nhau, gặp nhau đi (aimashou, aimashou)" và ngay cả những người chưa từng nhìn thấy chúng khi họ ở 28 tuổi cũng sẽ giả vờ như đã thấy.

## Lý thuyết
Theo một lý thuyết, "phosphor từ cơ thể người chết tử trận mới được chôn tạm sẽ phản ứng với nước mưa vào những đêm mưa và tạo ra ánh sáng, và ý tưởng về hitodama chẳng qua là một sản phẩm của sự thiếu hiểu biết về khoa học từ quần chúng thêu dệt nên."
Một khả năng khác là chúng đến từ đom đóm, trong đó có ba loài phổ biến ở Nhật Bản là: Luciola frostiata (源氏 ホタル (Nguyên Thị)/ "Đom đóm Genji"), Luciola lateralis (平家 ホタル (Bình Gia)/ "đom đóm từ Heike"), và Colophotia Praeusta, thức ăn chủ yếu của chúng là ốc. Những con bọ cánh cứng này, cũng như các ấu trùng của chúng nổi tiếng với khả năng phát sáng ở một số bộ phận cơ thể nhất định của chúng (phát quang sinh học) và làm cho chúng nhấp nháy nhịp nhàng. Hàng năm tại Công viên Fusa ở Tokyo, lễ hội bắt đom đóm huyền thoại Hotarugari (蛍狩り (Huỳnh Thú)/ "bắt đom đóm") được tổ chức.
Hitodama được cho rằng cũng có thể là những sự nhận thức sai về các ngôi sao băng, hay các loại động vật khác có các tế bào bryophytes phát sáng, sự cháy của các khí đến từ đầm lầy, bóng đèn điện ở xa hoặc do các ảo giác thị giác gây ra. Cũng đã có một số "hitodama nhân tạo" được tạo ra bằng cách sử dụng khí cháy (một thí nghiệm năm 1976 của giáo sư Masao Yamana từ Đại học Meiji, sử dụng khí mêtan).
Vào những năm 1980, Yoshiko Ootsuki đã đưa ra ý tưởng rằng chúng là "plasma từ không khí."
Tuy nhiên, có một số hitodama không thể được giải thích bằng các lý thuyết trên, vì vậy chúng có thể đến từ nhiều nguyên nhân, hiện tượng khác nhau.